# フリッター

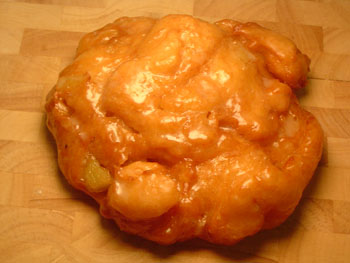
リンゴのフリッター

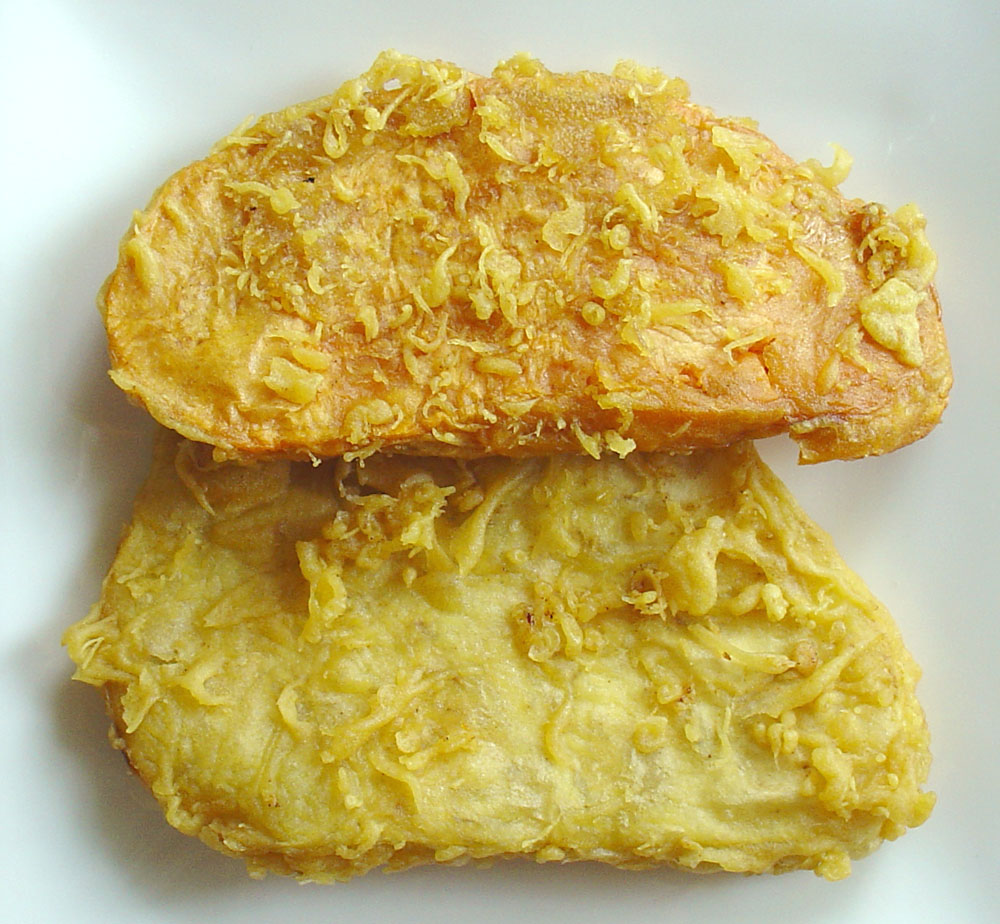
マレーシアの屋台で売られるヤムイモとサツマイモのフリッター

フリッター（英語: fritter）・フリット（イタリア語: fritto）・洋風天ぷら・洋天は、油で揚げて作る料理の一種。フリトーと呼ぶ場合もある。フランスのベニエ（フランス語: beignet）に相当する。
英語のフリッターという言葉はラテン語で「揚げ物」を意味する「frictura」が語源であり、このことから「揚げ物料理」をも指す。イギリスやアメリカ合衆国の料理として、魚のフライなどとともに作って供されることが多い（フィッシュ・アンド・チップスを参照）。マレーシアなどの東南アジアでも、イモ類などのフリッターを揚げる屋台が多数みられる。
具は、リンゴ、バナナ、パイナップルなどのフルーツやトウモロコシなどの甘い穀物、魚介類や野菜、ウインナーなど多岐に渡る。
小麦粉の衣に牛乳などを加えて甘めに仕上げたものもあり、これは衣がふんわりしている。砂糖を衣に加えることもあり、この場合は菓子に近くなる。ベーキングパウダーで膨脹させたり、シナモンなどの香辛料で香りを付けることもある。揚げ油としてバターを使うと、風味が強くなる。また、卵白を使用することがあるが、この場合はスポンジケーキと同じ原理でメレンゲの気泡性により、ふんわりと仕上がる。油で揚げるドーナツと調理法が似ており、それはベーキングパウダーを使用して膨らませるが、これは主材料が小麦粉であるため、小麦粉の料理である。泡立てた卵に粉類を混ぜ合わせて牛乳などの水分で伸ばし、下処理した食材を潜らせて160℃から180℃の油で揚げるなど、調理方法はさまざまである。

## ギャラリー
さまざまなフリッターが存在する。

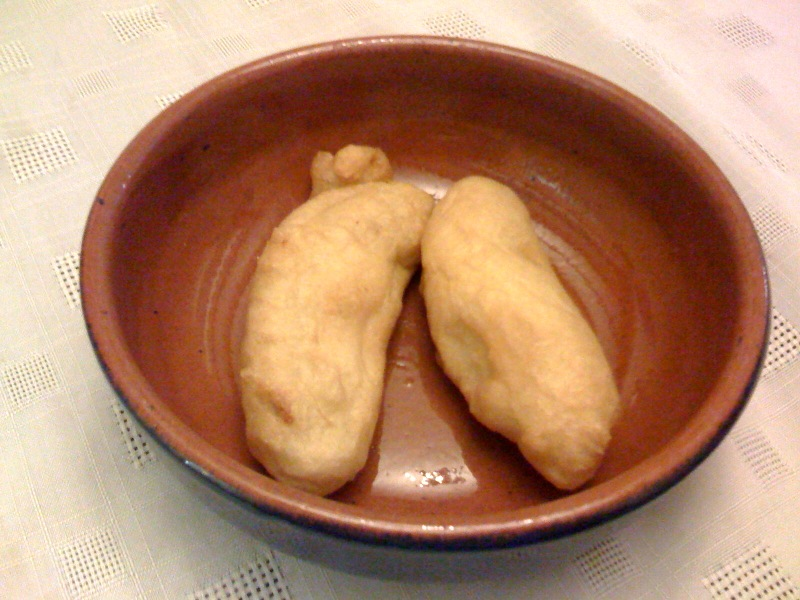
バナナのフリッター
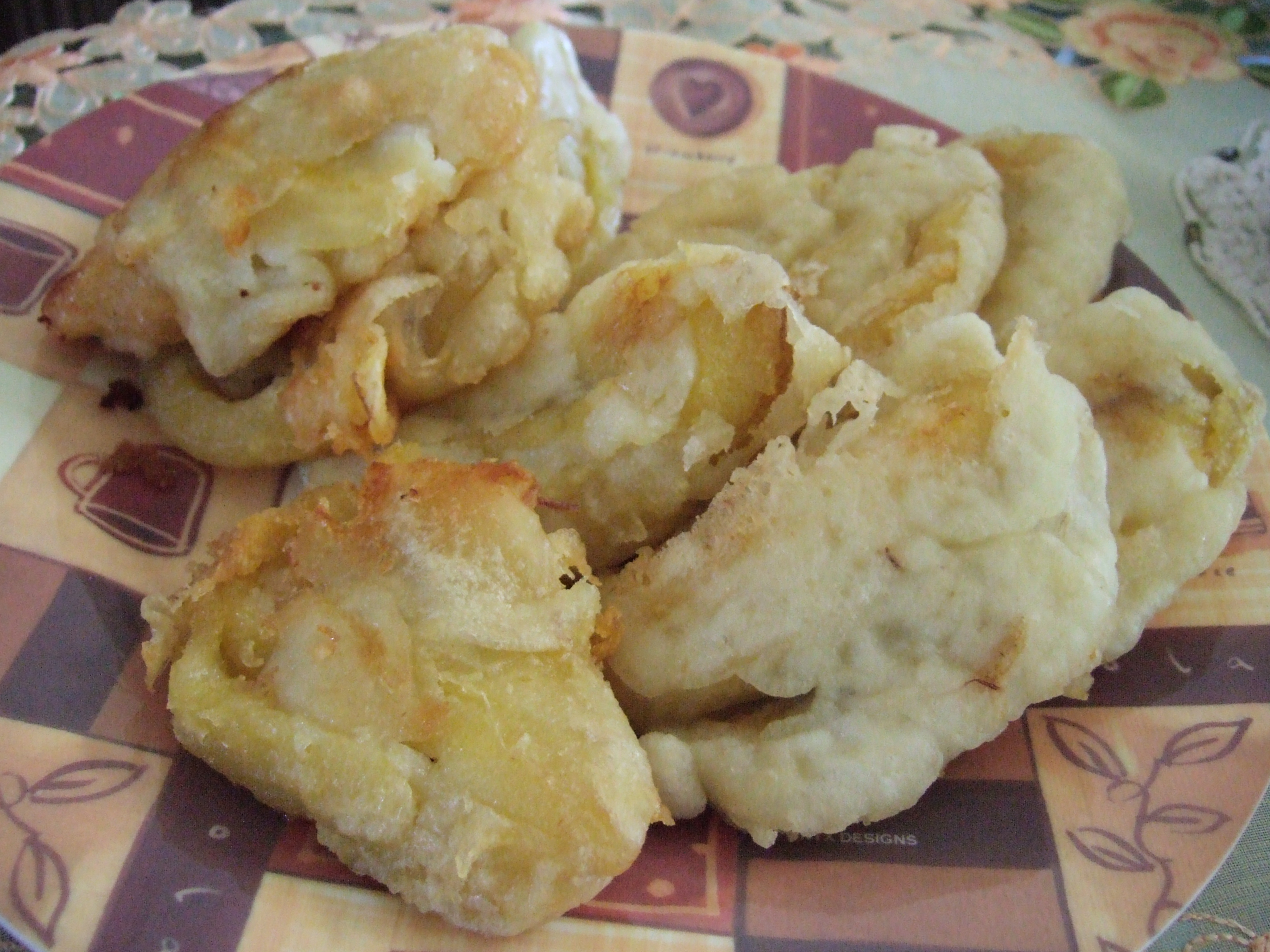
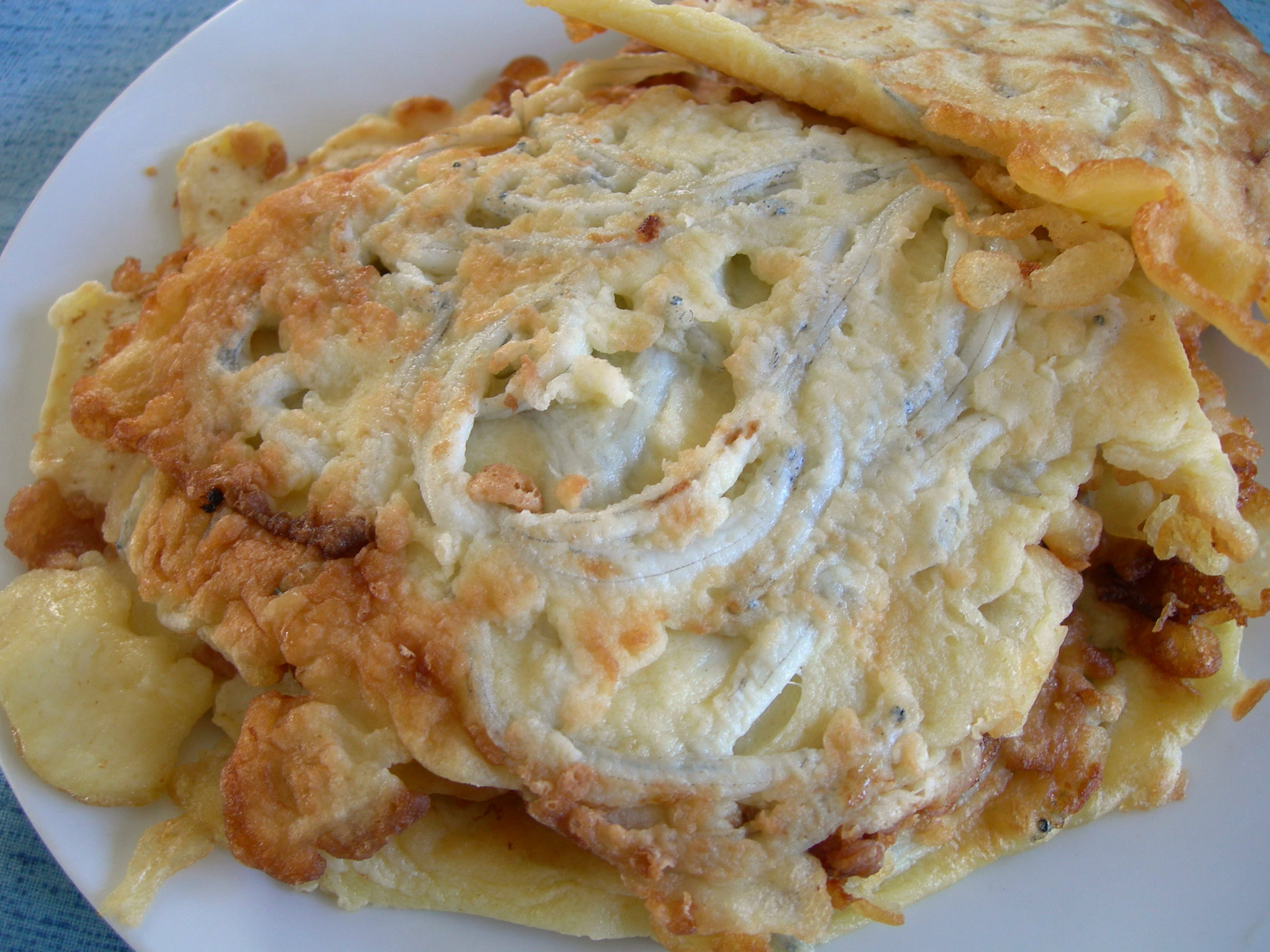
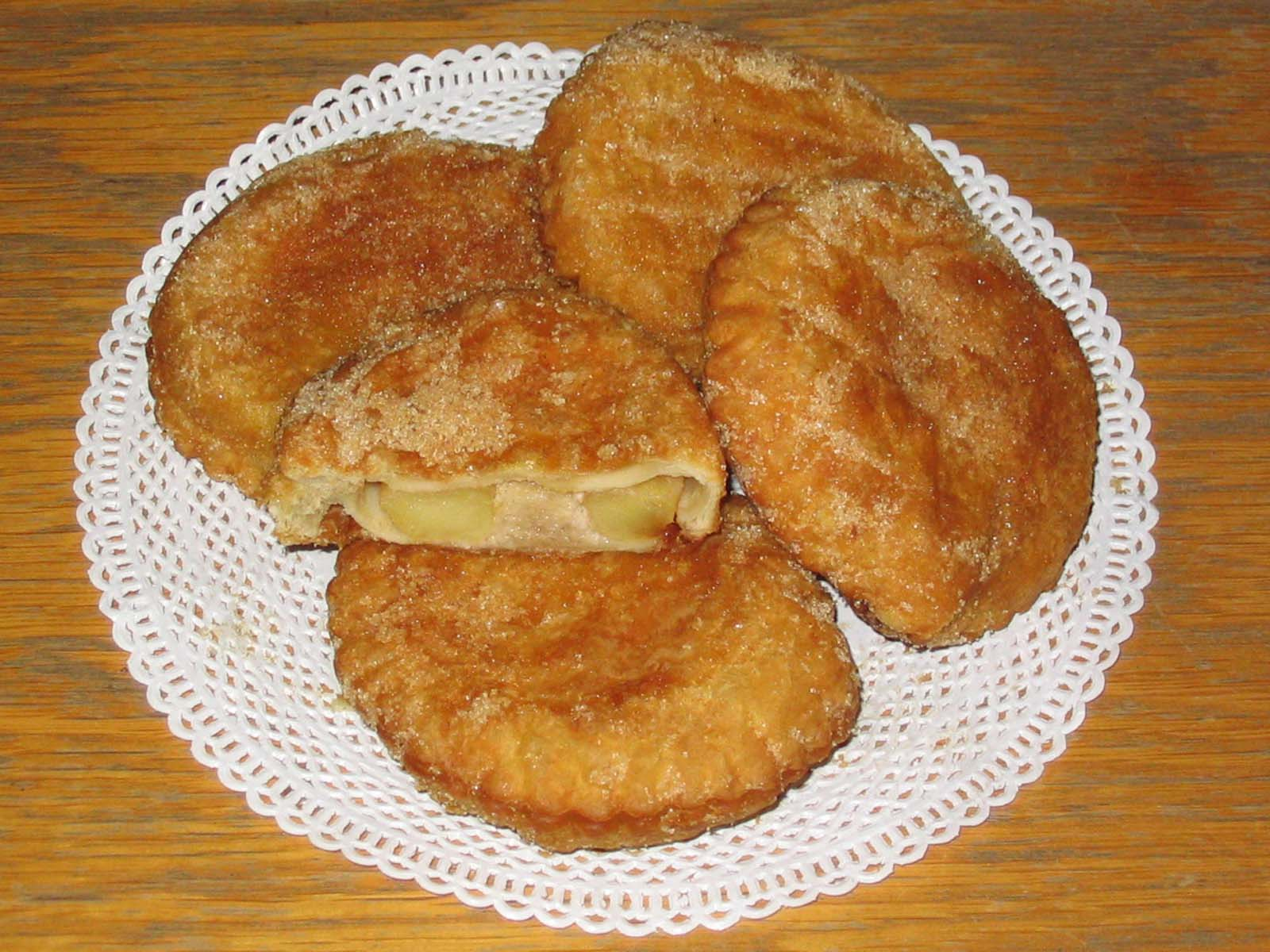
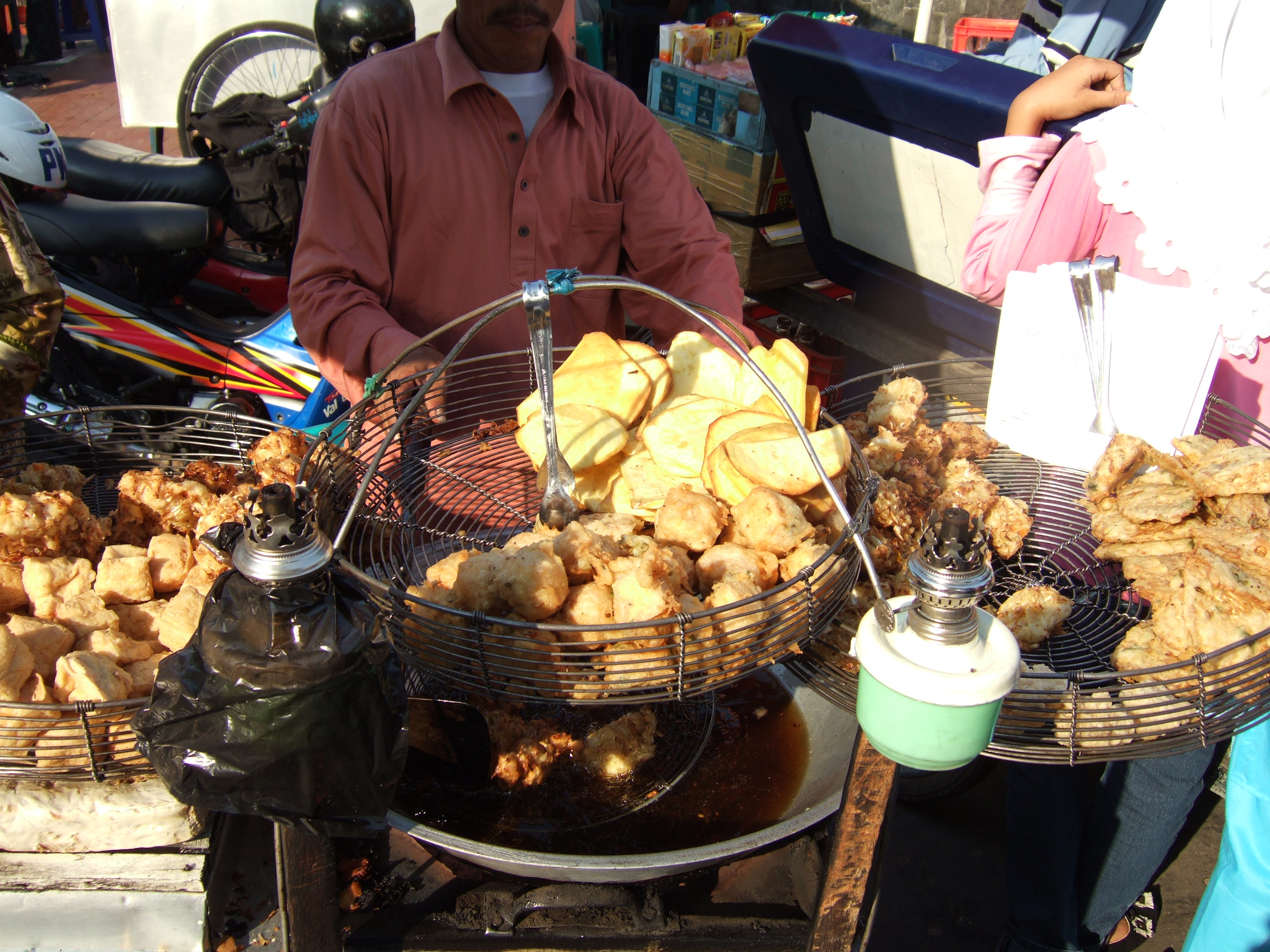
店舗